# Вільям Діґбі, 5-й барон Діґбі

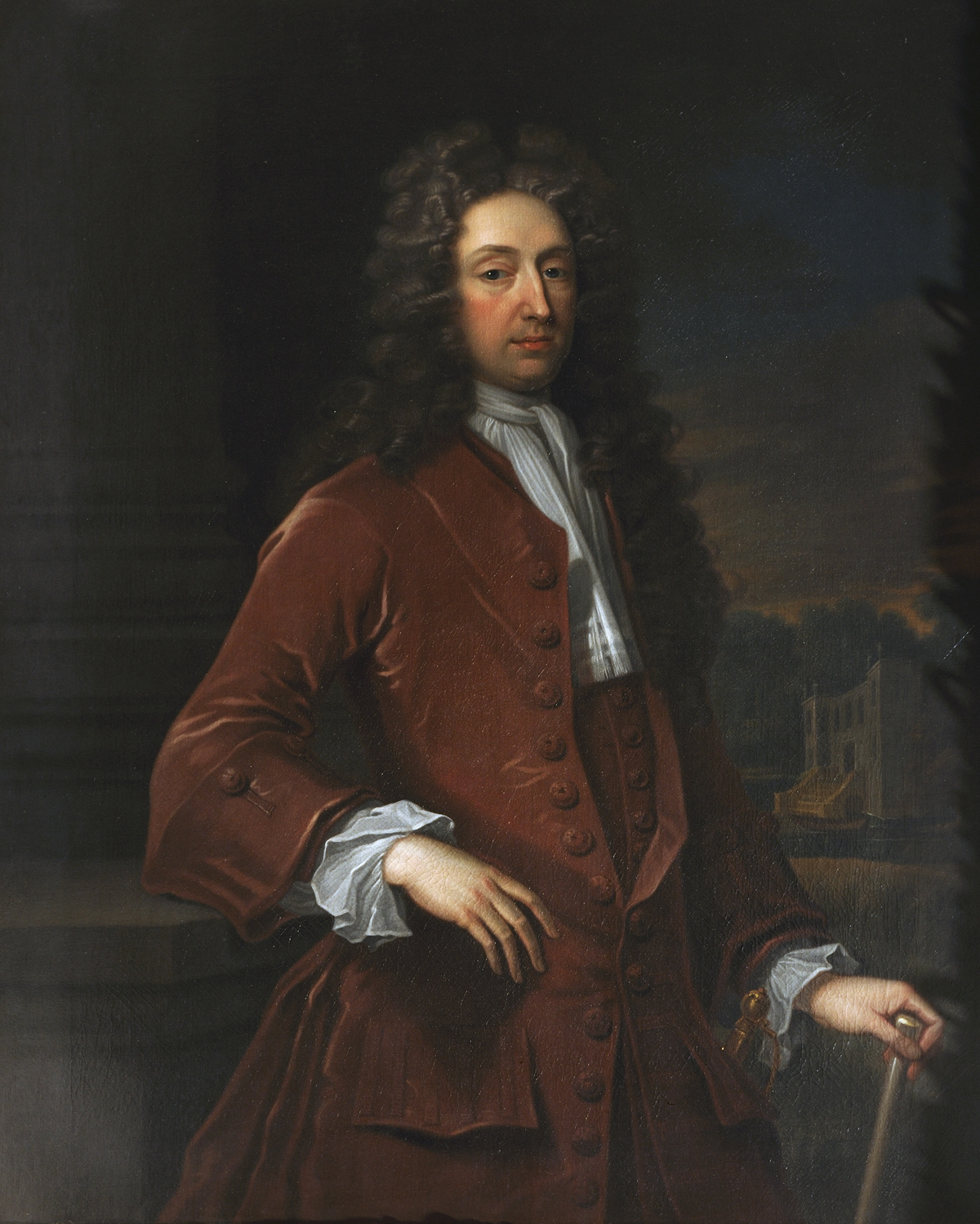
Портрет лорда Діґбі, приписуваний Ґодфрі Неллеру

Вільям Діґбі, 5-й барон Діґбі (20 лютого 1661 — 27 листопада 1752) — англійський пер і політик.

## Життєпис
Діґбі був молодшим сином Кілдера Діґбі, 2-го барона Діґбі, і Мері Ґардінер. Він вступив до коледжу Магдалини в Оксфорді 16 травня 1679 року та отримав ступінь бакалавра в 1681 році.
У 1686 році він змінив свого старшого брата на посаді п'ятого барона Діґбі.  Це було ірландське перство, яке не давало йому права на місце в англійській Палаті лордів. Натомість він був обраний до Палати громад Воріка в 1689 році, округу, який він продовжував представляти до 1698 року. У вересні 1698 року він успадкував замок Шерборн від свого троюрідного брата Джона Діґбі, 3-го графа Брістоля.
У 1708 році Діґбі отримав DCL від Оксфорда. Він помер у листопаді 1752 року у віці 91 року, і його наступником у баронстві став його онук Едвард Діґбі, оскільки його син Едвард Діґбі помер раніше.

## Сім'я
Лорд Діґбі одружився з леді Джейн Ноель (бл. 1664 — 10 вересня 1733), донькою Едварда Ноеля, 1-го графа Ґейнсборо, у 1686 році. У них було чотири сини і вісім дочок: 
- Шановний Джон Діґбі (бл. 1687 – 18 березня 1746), вступив до Магдалинського коледжу в Оксфорді 10 вересня 1703 року та отримав ступінь магістра 8 травня 1707 року. [1] 11 квітня 1715 року його батько подав до Палати лордів петицію про приватний законопроект про позбавлення спадщини Джона, який збожеволів у 1711 році під час перебування за кордоном і вважався невиліковним.
- Шановний Роберт Діґбі (бл. 1692 – 19 серпня 1726)
- Шановний Едвард Діґбі (бл. 1693 – 1746), одружений і мав дітей
- Шановний Вріотслі Діґбі (пом. 12 травня 1767 р.) Він вступив до коледжу Магдалини 9 березня 1713 або 1714 р. і отримав ступінь бакалавра в 1716 р. У 1721 році він отримав ступінь BCL в Оксфордському коледжі All Souls College, у 1725 році був прийнятий адвокатом Міддл Темпла, а в 1726 році отримав диплом DCL [1] . Він одружився з Мері Котс з Вудкота і мав нащадків.
- Шановний Мері Діґбі (бл. 1689 – 31 березня 1729)
- Шановний Елізабет Діґбі (пом. 1730) вийшла заміж за сера Джона Долбена, 2-го баронета, і була матір’ю сера Вільяма Долбена, 3-го баронета, відомого борця проти работоргівлі.
- Шановний Рейчел Діґбі померла молодою
- Шановний Джейн Дігбі померла молодою
- Шановний Джуліана Дігбі вийшла заміж за Герберта Макворта
- Шановний Кетрін Діґбі (бл. 1702 – 13 квітня 1745)
- Шановний Френсіс Діґбі (померла 19 вересня 1788 р.), вийшла заміж за Джеймса Котса з Вудкота
- Шановний Джейн Діґбі (бл. 1706 – 1 жовтня 1738)

Шаблон:Infobox COA wide